# Erzurum (province)
La province d’Erzurum est une des 81 provinces (en turc : il) de la Turquie.
Sa préfecture (en turc : valiliği) se trouve dans la ville éponyme d’Erzurum.

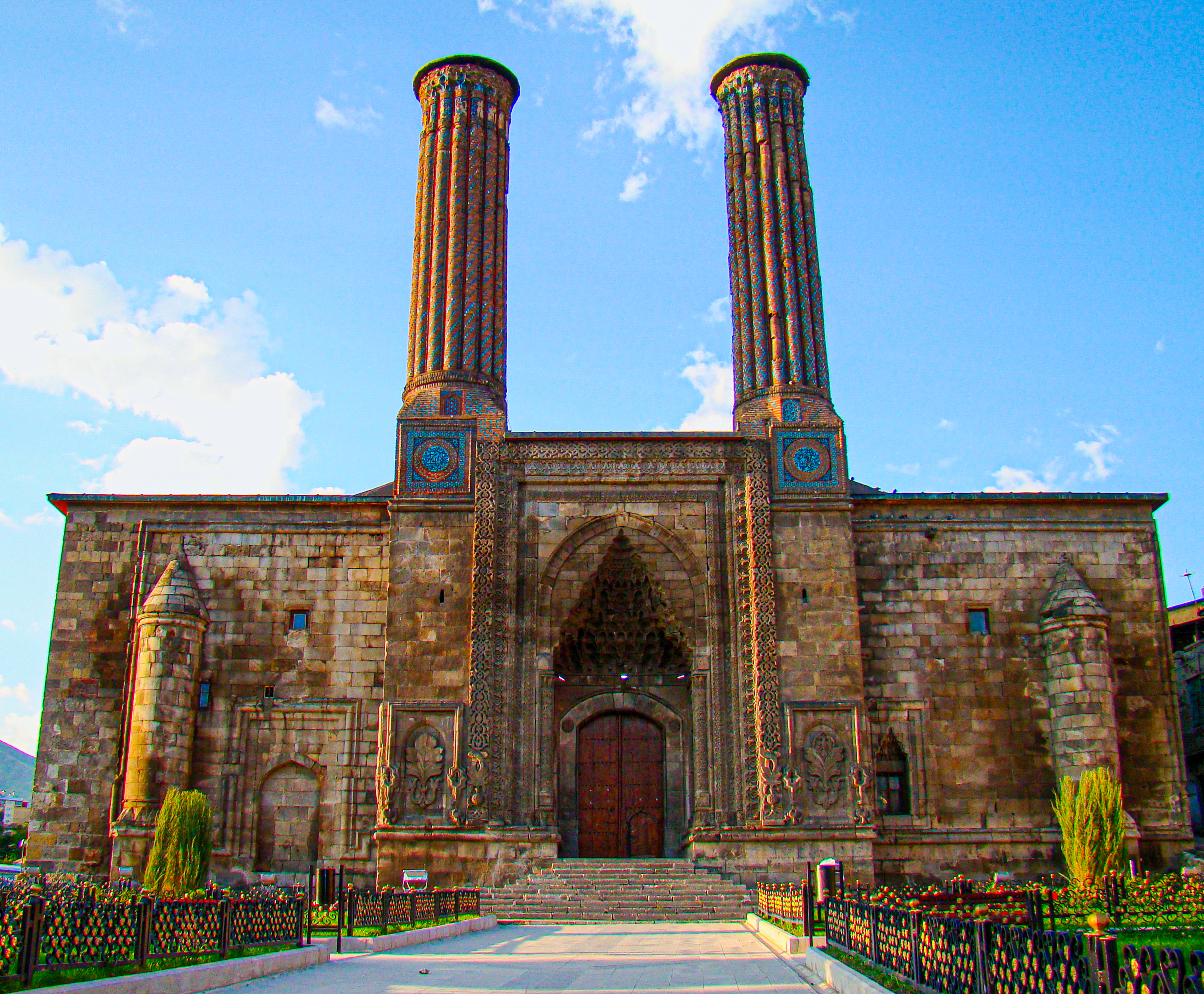
La Medrese Çifte Minareli à Erzurum, en Turquie, peu après le lever du soleil

## Géographie
Sa superficie est de 25 066 km2.

## Population
Au recensement de 2000, la province était peuplée d'environ 937 389 habitants, soit une densité de population d'environ 38 hab./km2.
| 2000    | 2001    | 2002    | 2003    | 2004    | 2005    | 2006    | 2007    | 2008    |
| ------- | ------- | ------- | ------- | ------- | ------- | ------- | ------- | ------- |
| 801 287 | 800 311 | 798 119 | 795 482 | 792 968 | 790 505 | 787 952 | 784 941 | 774 967 |

| 2009    | 2010    | 2011    | 2012    | 2013    | 2014    | 2015    | 2016    | 2017    |
| ------- | ------- | ------- | ------- | ------- | ------- | ------- | ------- | ------- |
| 774 207 | 769 085 | 780 847 | 778 195 | 766 729 | 763 320 | 762 321 | 762 021 | 760 476 |

| 2018    | 2019    | 2020    | 2021    | 2022    | 2023    | - | - | - |
| ------- | ------- | ------- | ------- | ------- | ------- | - | - | - |
| 767 848 | 762 062 | 758 279 | 756 893 | 749 754 | 749 993 | - | - | - |

## Administration
La province est administrée par un préfet (en turc : vali)

## Subdivisions
La province est divisée en 19 districts (en turc : ilçe, au singulier) :
- Aşkale
- Çat
- Erzurum
- Hınıs
- Horasan
- Ilıca
- İspir
- Karaçoban
- Karayazı
- Köprüköy
- Narman
- Oltu
- Olur
- Pasinler
- Pazaryolu
- Şenkaya
- Tekman
- Tortum
- Uzundere

## Site remarquable
Dans la province d'Erzurum, le pont médiéval de Çobandede a été construit de sept arches de pierre au-dessus de l'Araxe, à l'est des plateaux d'Anatolie, à la fin du XIIIe siècle. Vestige du commerce sur la route de la soie, l'édifice mesure 8,50 m de large et 128 m de long.